# Fährstraße 1 (Stralsund)

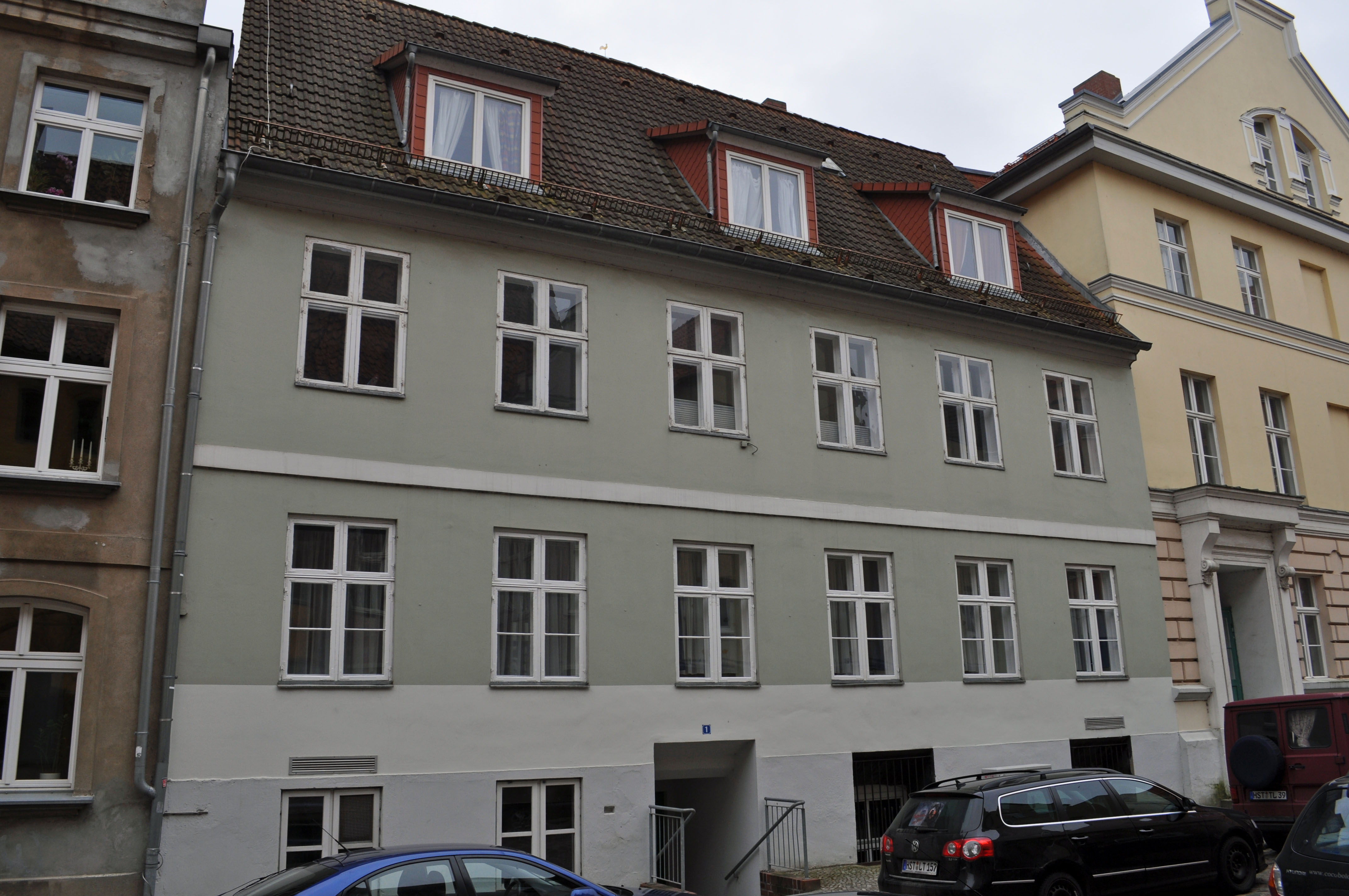
Das Haus Fährstraße 1 in Stralsund (2012)

Das Gebäude mit der postalischen Adresse Fährstraße 1 ist ein denkmalgeschütztes Bauwerk in der Fährstraße in Stralsund.
Das zweigeschossige, sechsachsige Putzbau mit einem hohen Kellergeschoss stammt im Kern aus dem 16. Jahrhundert.
Es gehört zum Gebäude Alter Markt 16 an der Ecke zum Alten Markt.
Das Haus liegt im Kerngebiet des von der UNESCO als Weltkulturerbe anerkannten Stadtgebietes des Kulturgutes „Historische Altstädte Stralsund und Wismar“. In die Liste der Baudenkmale in Stralsund ist es mit der Nummer 160 eingetragen.